# Megapodagrionidae
Megapodagrionidae (лат.) — семейство стрекоз из подотряда равнокрылых. В современном объёме включает 3 современных рода и около 30 видов.

## Описание
Лабиум короткий, плоский, прементум без щетинок, пальпы узкие со щетинками.

## Систематика
С учётом молекулярно-генетического анализа в составе семейства выделяют около 30 видов и 3 современных рода.
- Allopodagrion Förster, 1910 (3 вида)
- Megapodagrion Selys, 1885 (1 вид)
- Teinopodagrion De Marmels, 2001 (25 видов)

В 2008 году из балтийского янтаря был описан ископаемый род †Electropodagrion, который включили в состав Megapodagrionidae, но без указания подсемейства).
Ранее состав семейства Megapodagrionidae принимался в широком таксономическом объёме (около 300 видов, 42 рода) в составе 5-8 подсемейств: Argiolestinae, Hypolestinae (Hypolestes, Hypolestidae), Megapodagrioninae, Philosininae (Philosina, Hypolestidae), Pseudolestinae. В ранге подсемейств иногда в состав Megapodagrionidae включали монотипические подсемейства Coryphagrioninae (Coryphagrion grandis, Coryphagrionidae), Thaumatoneurinae (Thaumatoneura inopinata, Thaumatoneuridae).
Argiolestinae (Argiolestidae Fraser, 1957)
Megapodagrioninae (в старом широком таксономическом объёме)
- Allopodagrion Förster, 1910
- Arrhenocnemis  Lieftinck, 1933 (Platycnemididae)
- Megapodagrion Selys, 1885
- Mesopodagrion McLachlan, 1896 (incertae sedis)
- Nesocnemis  Selys, 1891 (incertae sedis)
- Priscagrion Zhou & Wilson, 2001 (incertae sedis)
- Tatocnemis Kirby, 1889 (incertae sedis)
- Teinopodagrion De Marmels, 2001 (25)

Hypolestidae (Hypolestidae Tillyard & Fraser, 1938)
- Heteragrion  Selys, 1862 (41 вид, ?Argiolestinae)
- Philogenia  Selys, 1862 (35 видов, ?Argiolestinae)
- Philosina Ris, 1917
- Hypolestes Gundlach, 1888

Coryphagrioninae (Coryphagrionidae, ?Coenagrionidae, ?Pseudostigmatidae)
- Coryphagrion Morton, 1924 (Coryphagrion grandis)

Pseudolestinae (Pseudolestidae)
- Pseudolestes  Kirby, 1900 (Pseudolestes mirabilis)

Thaumatoneurinae (Thaumatoneuridae)
- Thaumatoneura McLachlan, 1897

другие и incertae sedis
- Arrhenocnemis Lieftinck, 1933 (Platycnemididae)
- Rhipidolestes Ris, 1912 (25, incertae sedis)
- Sinocnemis Wilson & Zhou, 2000  (3, incertae sedis)